# 1988年ソウルオリンピックの西ドイツ選手団
1988年ソウルオリンピックの西ドイツ選手団（1988ねんソウルオリンピックのにしドイツせんしゅだん）は、1988年9月17日から10月2日にかけて韓国の首都のソウル特別市で開催された1988年ソウルオリンピックの西ドイツ選手団、およびその競技結果。

## 概要
今大会は金メダル11個、銀メダル14個、銅メダル15個の合計40個のメダルを獲得した。

## メダル
| メダル | 選手名                                                                              | 競技   | 種目                      |
| ------ | ----------------------------------------------------------------------------------- | ------ | ------------------------- |
| 金     | ミヒャエル・グロス                                                                  | 競泳   | 男子200mバタフライ        |
| 金     | シュテフィ・グラフ                                                                  | テニス | 女子シングルス            |
| 銀     | ディーター・バウマン                                                                | 陸上   | 男子5000m                 |
| 銀     | シュテファン・ファイファー                                                          | 競泳   | 男子1500m自由形           |
| 銀     | フランク・ウィニケ                                                                  | 柔道   | 男子78kg以下級            |
| 銀     | マルク・マイリング                                                                  | 柔道   | 男子95kg以下級            |
| 銀     | ベルント・グレーネ                                                                  | 自転車 | 男子個人ロードレース      |
| 銀     | ユッタ・ニーハウス                                                                  | 自転車 | 女子個人ロードレース      |
| 銅     | ノルベルト・ドーベライト エトガー・イット イェルク・ファイヒンガー ラルフ・リュプケ | 陸上   | 男子4×400mリレー          |
| 銅     | クラウディア・ツァキエビッチ                                                        | 陸上   | 女子100mハードル          |
| 銅     | エリック・ホッホスタイン トーマス・ファーナー ライナー・ヘンケル ミヒャエル・グロス | 競泳   | 男子4×200m自由形リレー    |
| 銅     | クリスティアン・ヘン                                                                | 自転車 | 男子個人ロードレース      |
| 銅     | ローベルト・レヒナー                                                                | 自転車 | 男子1000mタイムトライアル |
| 銅     | シュテフィ・グラフ クラウディア・コーデ＝キルシュ                                   | テニス | 女子ダブルス              |